# Alaysha Johnson
Alaysha Johnson (* 20. Juli 1996 in Houston, Texas) ist eine US-amerikanische Hürdenläuferin, die sich auf die 100-Meter-Distanz spezialisiert hat.

## Sportliche Laufbahn
Alaysha Johnson studierte an der University of Oregon und schaffte 2022 ihren internationalen Durchbruch. Sie qualifizierte sich im 60-Meter-Hürdenlauf für die Hallenweltmeisterschaften in Belgrad und schied dort mit 8,02 s im Halbfinale aus. Im Mai siegte sie in 12,50 s beim Puerto Rico International Athletics Classic und anschließend in 12,59 s beim Music City Track Carnival, ehe sie auch beim New York Grand Prix in 12,40 s siegte. Daraufhin startete sie bei den Weltmeisterschaften in Eugene und wurde dort in der ersten Runde wegen regelwidrigen Verhaltens disqualifiziert. Im August siegte sie in 12,43 s beim Ed Murphey Classic und anschließend gewann sie bei den NACAC-Meisterschaften in Freeport in 12,62 s die Goldmedaille. Im Jahr darauf wurde sie bei der Doha Diamond League in 12,66 s Zweite und siegte dann in 12,42 s beim Memoriał Janusza Kusocińskiego sowie in 12,41 s beim Memoriał Ireny Szewińskiej. Im Juli wurde sie beim Herculis in 12,39 s Dritte und im August wurde sie bei Weltklasse Zürich in 12,58 s Zweite. Anfang November gewann sie dann bei den Panamerikanischen Spielen in Santiago de Chile in 13,19 s die Bronzemedaille hinter der Costa-Ricanerin Andrea Vargas und Greisys Roble aus Kuba und belegte mit der US-amerikanischen 4-mal-100-Meter-Staffel in 61,30 s den siebten Platz. 2024 nahm sie an den Olympischen Sommerspielen in Paris teil und belegte dort in 12,93 s im Finale den siebten Platz. Anschließend wurde sie beim Memoriał Kamili Skolimowskiej in 12,42 s Zweite.
2023 wurde Johnson US-amerikanische Hallenmeisterin im 60-Meter-Hürdenlauf.

## Persönliche Bestleistungen
- 100 m Hürden: 12,31 s (+0,7 m/s), 30. Juni 2024 in Eugene
  - 60 m Hürden: 7,82 s, 4. Februar 2023 in Val-de-Reuil